# Antonio Mohamed
Antonio Ricardo Mohamed Matijevich (Buenos Aires, 2 de abril de 1970) es un exfutbolista y entrenador argentino nacionalizado mexicano. Actualmente dirige al Deportivo Toluca FC de la Liga MX.
Surgido en el Club Atlético Huracán, pasó luego por Boca Juniors e Independiente y continuó en México, donde jugó en clubes como Toros Neza, América (refuerzo en Copa Libertadores), Monterrey, Atlante y Zacatepec, donde concluyó su carrera futbolística.

## Trayectoria

### Como futbolista

#### Huracán
Inició en las divisiones inferiores del Club Atlético Huracán. 
Ya en 1987 consiguió un lugar en el primer equipo, que por ese entonces estaba en la Primera B Nacional. 
En la Temporada 1989-1990, fue una de las piezas fundamentales en la obtención del ascenso a Primera División. En el partido decisivo, frente a Los Andes, convirtió uno de los dos únicos goles de cabeza de toda su carrera, el que le dio a su equipo la victoria definitiva por 1 - 0.

#### Boca Juniors
En 1990 fue vendido a la Fiorentina de Italia en US$ 1.2 millones, quien a su vez lo cedió a préstamo a Boca Juniors, donde participó en 16 partidos y convirtió 4 goles durante la Temporada 1991-1992.

#### Independiente
En la temporada 1992-1993 jugó para Independiente, participando en 26 partidos y convirtiendo 2 goles.

#### Toros Neza
Llegó a México al modesto Club Toros Neza para la Temporada 1993-1994 y de inmediato se convirtió en un baluarte ofensivo para el club, generando la mitad de los 46 goles del equipo (11 anotaciones y 12 pases para gol en 37 partidos).  
En la Temporada 1994-1995, participó en 34 de los 36 encuentros del Neza, anotando 8 veces y ubicándose segundo en la Liga con 12 pases para gol. 
Para la Temporada 1995-1996, Mohamed ya estaba establecido como uno de los mejores medios creativos del futbol mexicano. De la mano del "Turco", Toros Neza peleó hasta el final del torneo por un puesto en la liguilla, pero se quedaron a un punto de acceder a la fiesta grande. En el último partido de la temporada cayeron 2-3 ante Monterrey. En los minutos finales, la defensa rayada sacó de la línea de gol un tiro libre de Mohamed que habría sido el empate para darles el tan ansiado boleto a las finales del torneo. El equipo de Neza terminó la Temporada con 50 puntos. En lo individual, Mohamed anotó 11 goles en 33 partidos, siendo el mejor pasador de la Liga con 13 asistencias.
En la Copa México 1996-1997, Toros Neza llegó a la final, cayendo 2-0 ante Cruz Azul. El juego se celebró el 3 de agosto de 1996 en el Estadio 10 de diciembre, ubicado en la Ciudad Cooperativa Cruz Azul, en Tula de Allende, Hidalgo. En la Copa, los Astados registraron 7 triunfos, 0 empates y 3 derrotas.   
El equipo dirigido por Enrique Meza, contaba –entre otros– con:   
Pablo Larios, Miguel Herrera, Jesús López Meneses, Federico Lussenhoff, José Rivera, Ernesto Pérez, Enrique Figueroa, Manuel Virchis, Ramiro Romero, Javier Saavedra, Guillermo Vázquez, Martín Villalonga, Rodrigo Ruiz, Antonio Mohamed y Germán Arangio.   
Con la creación de los torneos cortos en México, llegó la que sería la mejor época de Toros Neza en su corta historia, accediendo por primera vez a la liguilla en el Invierno 1996, llegando con un futbol alegre y vistoso, eliminando al Club León en repechaje (4-2) para luego enfrentar y despachar sin piedad al líder Atlante en 4tos. de final con un contundente 9-2 (Estadio Neza 86 4-0 y Estadio Azteca 2-5), para al final perder en semifinales ante Santos Laguna (5-2 marcador global), eventual campeón. Mohamed contribuyó con 7 goles e impuso el record de 11 pases a gol en un torneo corto. La marca de asistencias duró 12 Torneos, hasta ser superada por el chileno Rodrigo Ruiz en el Apertura 2002.   
En el Verano 1997, Neza y Mohamed, llegaron hasta la que sería su única final por el título en México tanto para el argentino (como jugador) así como para el club, dejando en el camino a los Pumas de la UNAM en cuartos de final y al Necaxa en semifinales (4-3 marcador global), pero en la Final cayeron ante las Chivas del Guadalajara con un abultado marcador global de 7-2 (Estadio Neza 86 1-1 y Estadio Jalisco 6-1).
En el Invierno 1997 y Verano 1998, el "Turco" continuó de manera productiva, llevando a los Toros a sus dos últimas liguillas por el título, quedando en el camino en Cuartos de final (Club León) y Repechaje (Club América), respectivamente. El último partido de Mohamed con la playera de los Astados, fue el 13 de abril de 1998, en el juego de ida por el repechaje contra el Club América.
Con el conjunto de Nezahualcóyotl, Mohamed participó en un total de 181 partidos y marcó 52 goles (49 en temporada regular y 3 en liguilla); es el segundo máximo goleador de la institución (Germán Arangio, con 53 goles, ocupa el primer puesto). 
Reforzó al Club América en la segunda ronda de la Copa Libertadores 1998, bajo la dirección del chileno Carlos Reinoso. River Plate eliminó a las Águilas en 8vos. de final (Estadio Azteca 1-1 y Estadio Monumental 1-0).

#### Monterrey
Para el Invierno 1998, Mohamed fue vendido al Club de Fútbol Monterrey por US$ 4 millones, cifra récord en México hasta en ese momento.  
A pesar de ser un refuerzo millonario, la plantilla de Rayados era más bien discreta y el "Turco", tuvo que cargar con el peso del equipo que por entonces peleaba por no descender. 
En su primer torneo participó en los 17 encuentros del campeonato, anotando 4 goles y dando 5 pases para gol, siendo la primera vez en 5 torneos que no lideraba la Liga en asistencias. Para el Verano 1999 recuperaría el liderato de servicios a gol con 8, además de conseguir 7 goles. 
Con la llegada de Benito Floro a la dirección técnica del Monterrey, aunado a una baja de juego y las constantes críticas acerca de su estado físico, llegaron también roces con la directiva rayada y su cuerpo técnico, ocasionando que solo participara en 25 encuentros en la Temporada 1999-2000 (15 en el Invierno 1999 y 10 en el Verano 2000), anotando apenas 2 goles, resultando en su inevitable salida del club.  
Con Monterrey jugó 59 partidos, anotando 13 goles y contribuyendo con 15 pases para gol. La Pandilla no calificó a la Liguilla por el título en ninguno de los 4 torneos en los que Mohamed participó. 
De lo destacado de su estancia por la Sultana del Norte, fue la sorpresiva clasificación de la Pandilla a la Copa Libertadores 1999 (Monterrey, finalizó en el 4to. sitio del Grupo 1, detrás de Nacional, Estudiantes de Mérida y Bella Vista) y la salvación del descenso, en el último partido del Verano 1999, en contra del Club Puebla.

#### León
Para el Invierno 2000, Mohamed buscó enrolarse con el Club León, haciendo incluso la pretemporada con el equipo y participando en partidos amistosos, pero fue declarado inelegible para jugar por presuntamente haber sido registrado a destiempo. En esa época, la FEMEXFUT  requería que todos los equipos de Primera División tuvieran un equipo filial en la Primera División A. A su vez, el reglamento permitía registrar a jugadores en sus equipos filiales en la categoría de plata, para luego subirlos al primer equipo. El equipo León intentó esa maniobra para registrar al "Turco", ya que la fecha para registrar jugadores para el primer equipo había pasado. Posteriormente Mohamed y el club fueron informados que la regla era permitida solo para jugadores mexicanos.  
Por reglamento Mohamed tuvo que parar de jugar seis meses en Primera División. Al respecto comentó: «Apenas hace dos Temporadas con el Monterrey, había sido el jugador más caro del draft y ahora pareciera ser el más barato...». 

#### Irapuato
Para el Verano 2001, vistió la camiseta #38 del Irapuato F.C., participando en 16 juegos con 2 goles y 5 asistencias. A pesar de ser uno de los equipos más ofensivos del torneo anotando 27 goles (4tos. en la Liga), los Freseros fueron la peor defensiva, permitiendo 38 goles en contra, para terminar en el último lugar de la tabla general.

#### Atlante
Para el Invierno 2001, pasaría al Atlante, tomando un segundo aire. Alineó en los 18 encuentros del torneo, del cual el conjunto Azulgrana terminó en la posición seis de la Tabla General; en Cuartos de final, Pachuca eliminó al Atlante (2-2 marcador global, pero los Tuzos avanzaron por su posición en la Tabla).
Para el Verano 2002, solo participó en 4 encuentros con los Potros de Hierro, marcando su salida del club.

#### Atlético Celaya
Para el Apertura 2002, llegó al Atlético Celaya.  
Jugó 14 partidos y anotó su último gol como jugador activo en la Primera División de México, el 31 de agosto del 2002 (Jornada 5), para darle el triunfo a su equipo 1-0, curiosamente frente a Monterrey. 

#### Zacatepec
Luego de no encontrar acomodo en la Primera División, el "Turco" se enroló en la Primera División A, para el Verano 2003 con el Club Atlético Zacatepec, propiedad de Juan Antonio Hernandez (antiguo dueño de Toros Neza). Hernandez se hizo de los servicios de jugadores veteranos como Rubén Ruiz Díaz, Andrés Silva, Jorge Jeréz y Mario Grana, con la intención de ascender al máximo circuito. Finalmente el objetivo no se logró.
Zacatepec fue el último equipo para Mohamed como jugador en activo, terminando así su carrera en la División de Plata de la liga mexicana.

##### Legado en México
En la Primera División, jugó de 1993 al 2002 en un total de 293 partidos, anotando 69 goles y consiguiendo 113 pases para gol (a pesar de que la estadística de asistencias en México no es considerada oficial).
Siempre se distinguió por ser un jugador líder en la cancha y en el vestidor, diferente tanto en estilo de juego como en modas, imponiendo varias de ellas como la de usar el pelo pintado de colores, shorts licra debajo del uniforme y zapatos blancos. Durante la era de Carlos Reinoso como entrenador de Toros Neza le fue pedido que se cortara el pelo largo, llegando al siguiente entrenamiento con la cabeza completamente rapada. Varios jugadores siguieron su ejemplo emulando el corte de cabello. Considerado el máximo ídolo en la historia del Club Toros Neza, en el Estadio Neza '86 colgaba una manta que decía: «Todos somos Mohamed». Durante las liguillas, el equipo completo aparecía en la cancha con el pelo pintado, con máscaras o sombreros a tomarse la foto antes del partido.  
El 30 de junio del 2007, recibió un partido de homenaje por parte de Toros Neza (equipo donde vivió sus mejores momentos durante su estancia en México), enfrentando a las Chivas –reeditando la final del Torneo Verano 1997–, como muestra de agradecimiento y apoyo tras la muerte de su hijo Faryd el año anterior en Alemania. El encuentro terminó a favor de los Astados de Ciudad Neza con un marcador de 3-2.
El "Turco" Mohamed demostró una vez más lo que significó para los Toros Neza realizando dos anotaciones. De la misma forma, Rodrigo "Pony" Ruiz anotó el tercer gol para cerrar el marcador.

### Como entrenador

#### Zacatepec
Después de finalizar su carrera como futbolista con el Zacatepec en la Primera División A, Antonio Mohamed se convirtió en estratega del cuadro Cañero.
En el Apertura 2003, los Cañeros finalizaron en la primera posición de la tabla general al sumar 40 puntos. En la liguilla, en 4tos. de final eliminaron a Atlético Mexiquense (3-3 marcador global, avanzando por mejor posición en la tabla) y en semifinales perdieron ante Cobras de Ciudad Juárez (0-2 marcador global).

#### Morelia
En la Primera División de México debuta dirigiendo a Morelia. Fue despedido luego de 13 Jornadas.

#### Querétaro
Al concluir el Clausura 2004 de la Primera División de México, la FEMEXFUT adquirió y desapareció a Irapuato y a Querétaro, por manejos turbios.
El empresario Juan Antonio Hernández, movió la franquicia de Leones de Morelos a Querétaro, para que los Gallos Blancos resurgieran en la Primera División A.
La directiva de los Gallos Blancos, presentó al "Turco" como entrenador (Hernández y Mohamed, coincidieron en Toros Neza).
Al finalizar el Apertura 2004, Querétaro ocupó la posición número 4 de la tabla general. En la liguilla, en 4tos. de final venció a Tigrillos Broncos (5-4 marcador global) y en semifinales perdió ante Atlético Mexiquense (5-3 marcador global).
En el siguiente torneo, salió tras dirigir 6 Jornadas.

#### Jaguares
El 5 de febrero del 2005, fue nombrado entrenador de Jaguares de Chiapas, en lugar de José Luis Trejo, cargo que ocupó por 2 meses siendo cesado el 5 de abril.
Al frente de los Naranjas, registró de 1 triunfo (2-0, debut ante Santos Laguna), 2 empates y 3 derrotas. 

#### Huracán
Primera etapa
En 2005 regresa a su país natal para hacerse cargo del equipo de su infancia: Huracán y a la vez, dirigir su primer equipo en la Argentina, donde logró en 2007 el ascenso a Primera División. 
Sin embargo, en septiembre del 2007 presentó la renuncia luego de diferencias con el entonces presidente Carlos Babington.
Segunda etapa
Poco después de dejar Tijuana, el 2 de julio del 2013, Mohamed se convirtió en entrenador de Huracán por segunda vez. Sin embargo, debido a los malos resultados conseguidos, optó por dar un paso al costado tras solo 10 partidos dirigidos, con balance de 3 victorias y 7 derrotas.
Tercera etapa
El 27 de diciembre del 2018, arregla su vuelta al club de sus amores, pero esta vez para dirigirlo en la Primera División y en la Copa Libertadores, ya que las anteriores veces fue contratado para afrontar la Segunda categoría del futbol argentino. Con un breve paso tras una racha de malos resultados y quedando eliminado en la fase de grupos de la Copa, dejó su cargo el 10 de abril del 2019 tras la derrota de 2 - 1 contra Club Sport Emelec de Ecuador.
En su último paso por el club dirigió un total de 15 partidos con 2 victorias, 4 empates y 9 derrotas.

#### Veracruz
El 9 de octubre del 2007, fue oficializado como nuevo entrenador de Veracruz. No obstante, duró poco tiempo al cargo de los 'Tiburones Rojos', ya que renunció el 27 de enero del 2008.

#### Colón
El 19 de marzo del 2008, Mohamed fue nombrado entrenador de Colón de Santa Fe. Allí realizó un buen papel y logró llamar la atención de clubes más importantes de Argentina. En septiembre del 2010, decide renunciar al cargo.

#### Independiente
El 4 de octubre del 2010, fue presentado como entrenador de Independiente de Avellaneda. En diciembre, lideró al equipo que ganó la Copa Sudamericana, luego de vencer al equipo brasileño Goiás en tanda de penales 5-3, tras empatar en el global (Estadio Serra Dourada 2 - 0 y Estadio Libertadores de América 3-1).
El "Turco" anunció su renuncia al club el 4 de septiembre del 2011, después de un mal comienzo en la temporada 2011-2012.

#### Tijuana
El 20 de septiembre del 2011, fue presentado como nuevo director técnico del recién ascendido Club Tijuana, en sustitución de Joaquín del Olmo.
Llevó a Tijuana a conquistar el título del Apertura 2012, el primero en la historia del club, después de derrotar por marcador global de 4-1 a Toluca.
Xolos se clasificó a la Copa Libertadores 2013 al ser el segundo mejor equipo ubicado en la tabla general de la fase regular del Apertura 2012. En la justa de CONMEBOL, llegó a cuartos de final (empató 3-3 en el global ante Atlético Mineiro, pero el conjunto brasileño avanzó por gol de visitante), con marca de 5 triunfos, 4 empates y 1 derrota.
El 30 de mayo del 2013, el "Turco" renunció al cargo.

#### Club América
El 10 de diciembre de 2013, Mohamed fue nombrado nuevo entrenador del Club América para el torneo Clausura 2014, luego de que el presidente del club Ricardo Peláez lo confirmara durante una entrevista con Univisión. Fue presentado oficialmente a la prensa el 17 de diciembre. En la rueda de prensa se reveló que había firmado un contrato de un año con el club, con posibilidad de prórroga a la espera de una revisión de su rendimiento. El equipo fue criticado por su estilo de juego defensivo, con muchas comparaciones con las tácticas más ofensivas de su predecesor Miguel Herrera, aunque algunos creían que la falta de una pretemporada adecuada y el club en un período de transición fueron las razones de las malas actuaciones del equipo.
El Apertura 2014 fue mucho más exitoso desde el principio, con el América ocupando el primer lugar durante toda la temporada. El "Turco" siguió teniendo problemas para ganar cualquiera de los tres grandes derbis durante la temporada regular. El estilo relajado de gestión de Mohamed provocó fricciones con el personal administrativo (estos casos generalmente involucraban largas escapadas de fin de semana para apoyar a la Argentina en la Final de la Copa Mundial de la FIFA 2014 e ir a Europa para un "partido de paz" estelar para el Papa, entre otras circunstancias).
Al entrar a la liguilla, la forma de América había bajado significativamente y muchos analistas no veían que el equipo pasara de la primera ronda. Las tensiones aumentaron dramáticamente una vez que América avanzó a la semifinal después de unos emocionantes Cuartos de final contra Pumas. Unos días antes del partido de ida de la semifinal de América contra Monterrey, Mohamed despidió al co-capitán del club Paul Aguilar después de un incidente no revelado en el vestuario. Durante esa semana, múltiples fuentes dijeron que Mohamed ya no continuaría en el club independientemente del resultado de la liguilla. 
Finalmente, el 6 de diciembre del 2014, Mohamed anunció su salida del club tras la finalización del torneo.
En la Final, derrotó a Tigres por marcador global de 3-1 (Estadio Universitario 1-0 y Estadio Azteca 3-0), logrando así el duodécimo campeonato de Liga en la historia de las Águilas.

#### Monterrey
Primera etapa
El 16 de febrero del 2015, tras la renuncia de Carlos Barra como entrenador, Monterrey designó a Mohamed como su nuevo entrenador.
Al concluir el Clausura 2016, Rayados fue líder general al contabilizar 37 puntos. En la liguilla, en 4tos. de final venció a Tigres (4-3 marcador global); en semifinales eliminó al Club América (4-3 marcador global); en la Final, perdió ante Pachuca (Estadio Hidalgo 1-0 y Estadio BBVA 1-1).
Para el Apertura 2017, vuelve a llegar a la final, esta vez ante el acérrimo rival Tigres, perdiendo nuevamente el título en casa. Sin embargo en este semestre logró el título de Copa MX venciendo a Pachuca. 
El 7 de mayo del 2018, el "Turco" presentó su renuncia al ser eliminado por los Xolos de Tijuana en Cuartos de final.
Segunda etapa
El 9 de octubre del 2019, Monterrey anunció el regreso de Mohamed para ser su director técnico hasta el cierre del torneo, en sustitución del uruguayo Diego Alonso, quien fuera cesado después de perder seis partidos. El 'Turco' logró darle nueva cara al equipo logrando clasificar a la liguilla de la Liga MX. 
El 1 de mayo del 2019, Monterrey (al mando de Diego Alonso) conquistó el torneo de CONCACAF, clasificándose al Mundial de Clubes de la FIFA 2019, torneo que se celebró en Rayán, Catar, del 11 al 21 de diciembre del 2019.
En 4tos. de final, Monterrey venció 3-2 a Al-Sadd de Catar. En Semifinales, perdió ante el Liverpool F. C. 2-1. En el partido por el Tercer lugar, empató 2-2 con Al-Hilal de Arabia Saudita, pero en tanda de penales el cuadro regiomontano ganó 4-2.
El 29 de diciembre del 2019, logró alzarse con el título del Apertura 2019 luego de vencer al Club América en tanda de penales, tras empatar en el global (Estadio BBVA 2-1 y Estadio Azteca 2-1).
Renunció al cargo el 25 de noviembre del 2020, tras la eliminación en el repechaje del Apertura 2020.

#### Celta de Vigo
El 22 de mayo del 2018, Celta de Vigo nombró a Mohamed entrenador con un contrato de dos años.
Fue despedido el 12 de noviembre, con el equipo en el puesto N°14 después de 12 Jornadas.

#### Atlético Mineiro
El 13 de enero del 2022, se anuncia su llegada al Atlético Mineiro de Brasil.
El 20 de febrero del 2022, Mohamed consiguió su primer título con el club, al vencer al Flamengo en  tanda de penales en la Supercopa de Brasil. El 2 de abril del 2022, Mohamed ganó su segundo trofeo con el Atlético, venciendo al Cruzeiro en la final del Campeonato Mineiro con un marcador de 3-1.
Fue despedido el 22 de julio del 2022, tras una serie de malos resultados en el Campeonato Brasileño y la eliminación en Octavos de final de la Copa de Brasil.

#### Pumas UNAM
El 27 de marzo del 2023, se anuncia su llegada a Pumas UNAM, con contrato hasta junio del 2024.En diciembre del 2023, presentó su renuncia luego de perder ante Tigres en las semifinales del Apertura 2023.

#### Toluca
El 12 de diciembre de 2024, fue anunciado como entrenador del Toluca FC de cara a la temporada 2025.De cara al Clausura 2025, el “Turco” tomó decisiones cuestionables e impuso un estilo de juego poco vistoso, pero tuvo un gran rendimiento y una ofensiva contundente, pues terminó 1° Lugar en la Tabla General con 37 puntos, se enfrentó a su ex-equipo Monterrey, en la ida en el estadio BBVA perdieron 3-2, en el Nemesio Díez, obligados a ganar para avanzar de ronda, ganaron 2-1 con global de 4-4 avanzaron por mejor posición en la tabla,  luego se impusieron a Tigres UANL en un global de 4-1 en semifinales donde el cuadro rojo por fin rompió una hegemonía en eliminatorias de los felinos. Ganó la final contra el Club América 2-0, evitando que su ex equipo quedase como tetracampeón en el fútbol mexicano. Se destaca el realce de la carrera de Alexis Vega.

## Selección nacional
Representó a Argentina en el Campeonato Sudamericano Sub-20 de 1988 jugado en su país y en la Copa Mundial Juvenil de 1989 en Arabia Saudita.
El 19 de febrero de 1991 debutó en la Selección mayor en el partido Argentina vs. Hungría (2 - 0) en la era de Alfio Basile. También formó parte del plantel que ganó la Copa América 1991 en Chile.

## Trayectoria y Estadísticas

### Jugador
| Club                  | País      | Año       |
| --------------------- | --------- | --------- |
| Huracán               | Argentina | 1987-1991 |
| Boca Juniors (Cedido) | Argentina | 1991-1992 |
| Independiente         | Argentina | 1992-1993 |
| Toros Neza            | México    | 1993-1998 |
| América (Cedido)      | México    | 1998      |
| Monterrey             | México    | 1998-2000 |
| Marte                 | México    | 2000      |
| Irapuato              | México    | 2001      |
| Atlante               | México    | 2001-2002 |
| Atlético Celaya       | México    | 2002      |
| Zacatepec             | México    | 2003      |

### Entrenador
| Equipo                    | Div.                | Temporada           | Liga | Liga | Liga | Liga | Liga |    | Copa | Copa | Copa | Copa |    | Internacional | Internacional | Internacional | Internacional | Internacional |   | Otros | Otros | Otros | Otros |     | Totales     | Totales | Totales | Totales | Totales | Totales | Totales | Totales | Totales |
| Equipo                    | Div.                | Temporada           | PD   | G    | E    | P    | Pos. | PD | G    | E    | P    | PD   | G  | E             | P             | Pos.          | PD            | G             | E | P     | PD    | G     | E     | P   | Rendimiento | GF      | GC      | Dif.    |         |         |         |         |         |
| ------------------------- | ------------------- | ------------------- | ---- | ---- | ---- | ---- | ---- | -- | ---- | ---- | ---- | ---- | -- | ------------- | ------------- | ------------- | ------------- | ------------- | - | ----- | ----- | ----- | ----- | --- | ----------- | ------- | ------- | ------- | ------- | ------- | ------- | ------- | ------- |
| Zacatepec · México        | 2.ª                 | 2003                | 23   | 12   | 6    | 5    | 1/2  | -  | -    | -    | -    | -    | -  | -             | -             | -             | -             | -             | - | -     | 23    | 12    | 6     | 5   | 60.87%      | 41      | 26      | +15     |         |         |         |         |         |
| Zacatepec · México        | 2.ª                 | 2004                | 7    | 2    | 2    | 3    | Inc. | -  | -    | -    | -    | -    | -  | -             | -             | -             | -             | -             | - | -     | 7     | 2     | 2     | 3   | 38.09%      | 15      | 12      | +3      |         |         |         |         |         |
| Zacatepec · México        | Total               | Total               | 30   | 14   | 8    | 8    | -    | -  | -    | -    | -    | -    | -  | -             | -             | -             | -             | -             | - | -     | 30    | 14    | 8     | 8   | 55.56%      | 56      | 38      | +18     |         |         |         |         |         |
| Monarcas Morelia · México | 1.ª                 | 2004                | 13   | 6    | 2    | 5    | 13.º | -  | -    | -    | -    | -    | -  | -             | -             | -             | -             | -             | - | -     | 13    | 6     | 2     | 5   | 51.28%      | 20      | 25      | -5      |         |         |         |         |         |
| Monarcas Morelia · México | Total               | Total               | 13   | 6    | 2    | 5    | -    | -  | -    | -    | -    | -    | -  | -             | -             | -             | -             | -             | - | -     | 13    | 6     | 2     | 5   | 51.28%      | 20      | 25      | -5      |         |         |         |         |         |
| Querétaro · México        | 2.ª                 | 2004                | 23   | 10   | 6    | 7    | 1/2  | -  | -    | -    | -    | -    | -  | -             | -             | -             | -             | -             | - | -     | 23    | 10    | 6     | 7   | 52.18%      | 45      | 41      | +4      |         |         |         |         |         |
| Querétaro · México        | 2.ª                 | 2005                | 6    | 2    | 3    | 1    | Inc. | -  | -    | -    | -    | -    | -  | -             | -             | -             | -             | -             | - | -     | 6     | 2     | 3     | 1   | 50%         | 10      | 8       | +2      |         |         |         |         |         |
| Querétaro · México        | Total               | Total               | 29   | 12   | 9    | 8    | -    | -  | -    | -    | -    | -    | -  | -             | -             | -             | -             | -             | - | -     | 29    | 12    | 9     | 8   | 51.72%      | 55      | 49      | +6      |         |         |         |         |         |
| Chiapas · México          | 1.ª                 | 2005                | 6    | 1    | 2    | 3    | Inc. | -  | -    | -    | -    | -    | -  | -             | -             | -             | -             | -             | - | -     | 6     | 1     | 2     | 3   | 27.78%      | 4       | 7       | -3      |         |         |         |         |         |
| Chiapas · México          | Total               | Total               | 6    | 1    | 2    | 3    | -    | -  | -    | -    | -    | -    | -  | -             | -             | -             | -             | -             | - | -     | 6     | 1     | 2     | 3   | 27.78%      | 4       | 7       | -3      |         |         |         |         |         |
| Huracán Argentina         | 2.ª                 | 2004-05             | -    | -    | -    | -    | -    | -  | -    | -    | -    | -    | -  | -             | -             | -             | 2             | 0             | 0 | 2     | 2     | 0     | 0     | 2   | 0%          | 1       | 3       | -2      |         |         |         |         |         |
| Huracán Argentina         | 2.ª                 | 2005-06             | 42   | 18   | 8    | 16   | 1.º  | -  | -    | -    | -    | -    | -  | -             | -             | -             | 2             | 0             | 2 | 0     | 44    | 18    | 10    | 16  | 48.49%      | 64      | 53      | 11      |         |         |         |         |         |
| Huracán Argentina         | 2.ª                 | 2006-07             | 30   | 18   | 8    | 4    | 3.º  | -  | -    | -    | -    | -    | -  | -             | -             | -             | 2             | 2             | 0 | 0     | 32    | 20    | 8     | 4   | 70.83%      | 58      | 32      | 26      |         |         |         |         |         |
| Huracán Argentina         | 1.ª                 | 2007-08             | 6    | 2    | 3    | 1    | Inc. | -  | -    | -    | -    | -    | -  | -             | -             | -             | -             | -             | - | -     | 6     | 2     | 3     | 1   | 50%         | 6       | 5       | +1      |         |         |         |         |         |
| Veracruz · México         | 1.ª                 | 2007                | 8    | 2    | 2    | 4    | 13.º | -  | -    | -    | -    | -    | -  | -             | -             | -             | -             | -             | - | -     | 8     | 2     | 2     | 4   | 33.33%      | 7       | 18      | -11     |         |         |         |         |         |
| Veracruz · México         | Total               | Total               | 8    | 2    | 2    | 4    | -    | -  | -    | -    | -    | -    | -  | -             | -             | -             | -             | -             | - | -     | 8     | 2     | 2     | 4   | 33.33%      | 7       | 18      | -11     |         |         |         |         |         |
| Colón Argentina           | 1.ª                 | 2007-08             | 12   | 5    | 4    | 3    | 14.º | -  | -    | -    | -    | -    | -  | -             | -             | -             | -             | -             | - | -     | 12    | 5     | 4     | 3   | 52.78%      | 16      | 13      | +3      |         |         |         |         |         |
| Colón Argentina           | 1.ª                 | 2008-09             | 38   | 15   | 12   | 11   | 7.º  | -  | -    | -    | -    | -    | -  | -             | -             | -             | -             | -             | - | -     | 38    | 15    | 12    | 11  | 50%         | 58      | 44      | +14     |         |         |         |         |         |
| Colón Argentina           | 1.ª                 | 2009-10             | 38   | 14   | 13   | 11   | 8.º  | -  | -    | -    | -    | 2    | 1  | 0             | 1             | 1ªF           | -             | -             | - | -     | 40    | 15    | 13    | 12  | 48.33%      | 57      | 58      | -1      |         |         |         |         |         |
| Colón Argentina           | 1.ª                 | 2010-11             | 7    | 1    | 3    | 3    | Inc. | -  | -    | -    | -    | -    | -  | -             | -             | -             | -             | -             | - | -     | 7     | 1     | 3     | 3   | 28.58%      | 6       | 10      | -4      |         |         |         |         |         |
| Colón Argentina           | Total               | Total               | 95   | 35   | 32   | 28   | -    | -  | -    | -    | -    | 2    | 1  | 0             | 1             | -             | -             | -             | - | -     | 97    | 36    | 32    | 29  | 48.11%      | 137     | 125     | +12     |         |         |         |         |         |
| Independiente Argentina   | 1.ª                 | 2010-11             | 27   | 7    | 13   | 7    | 16.º | -  | -    | -    | -    | 15   | 6  | 4             | 5             | 1.º           | 3             | 1             | 1 | 1     | 45    | 14    | 18    | 13  | 44.44%      | 60      | 54      | 6       |         |         |         |         |         |
| Independiente Argentina   | 1.ª                 | 2011-12             | 2    | 0    | 0    | 2    | Inc. | -  | -    | -    | -    | -    | -  | -             | -             | -             | -             | -             | - | -     | 2     | 0     | 0     | 2   | 0%          | 0       | 2       | -2      |         |         |         |         |         |
| Independiente Argentina   | Total               | Total               | 29   | 7    | 13   | 9    | -    | -  | -    | -    | -    | 15   | 6  | 4             | 5             | -             | 3             | 1             | 1 | 1     | 47    | 14    | 18    | 15  | 42.56%      | 60      | 56      | +4      |         |         |         |         |         |
| Tijuana · México          | 1.ª                 | A-2011              | 8    | 2    | 6    | 0    | 15.º | -  | -    | -    | -    | -    | -  | -             | -             | -             | -             | -             | - | -     | 8     | 2     | 6     | 0   | 91.67%      | 11      | 8       | +3      |         |         |         |         |         |
| Tijuana · México          | 1.ª                 | C-2012              | 19   | 7    | 8    | 4    | 1/4  | -  | -    | -    | -    | -    | -  | -             | -             | -             | -             | -             | - | -     | 19    | 7     | 8     | 4   | 50.88%      | 21      | 15      | +6      |         |         |         |         |         |
| Tijuana · México          | 1.ª                 | A-2012              | 23   | 13   | 8    | 2    | 1.º  | 7  | 3    | 3    | 1    | -    | -  | -             | -             | -             | -             | -             | - | -     | 30    | 16    | 11    | 3   | 65.55%      | 45      | 30      | +15     |         |         |         |         |         |
| Tijuana · México          | 1.ª                 | C-2013              | 17   | 6    | 3    | 8    | 10.º | -  | -    | -    | -    | 10   | 5  | 4             | 1             | 1/4           | -             | -             | - | -     | 27    | 11    | 7     | 9   | 49.38%      | 32      | 29      | +3      |         |         |         |         |         |
| Tijuana · México          | Total               | Total               | 67   | 28   | 25   | 14   | -    | 7  | 3    | 3    | 1    | 10   | 5  | 4             | 1             | -             | -             | -             | - | -     | 84    | 36    | 32    | 16  | 55.56%      | 109     | 82      | +27     |         |         |         |         |         |
| Huracán Argentina         | 2.ª                 | 2013-14             | 10   | 3    | 0    | 7    | Inc. | -  | -    | -    | -    | -    | -  | -             | -             | -             | -             | -             | - | -     | 10    | 3     | 0     | 7   | 30%         | 6       | 11      | -5      |         |         |         |         |         |
| América · México          | 1.ª                 | C-2014              | 19   | 8    | 4    | 7    | 1/4  | -  | -    | -    | -    | -    | -  | -             | -             | -             | -             | -             | - | -     | 19    | 8     | 4     | 7   | 49.13%      | 27      | 23      | +4      |         |         |         |         |         |
| América · México          | 1.ª                 | A-2014              | 23   | 12   | 5    | 6    | 1.º  | -  | -    | -    | -    | 4    | 3  | 1             | 0             | Inc.          | -             | -             | - | -     | 27    | 15    | 6     | 6   | 62.97%      | 54      | 23      | +31     |         |         |         |         |         |
| América · México          | Total               | Total               | 42   | 20   | 9    | 13   | -    | -  | -    | -    | -    | 4    | 3  | 1             | 0             | -             | -             | -             | - | -     | 46    | 23    | 10    | 13  | 57.25%      | 81      | 46      | +35     |         |         |         |         |         |
| Monterrey · México        | 1.ª                 | C-2015              | 17   | 7    | 3    | 7    | 12.º | 8  | 5    | 1    | 2    | -    | -  | -             | -             | -             | -             | -             | - | -     | 25    | 12    | 4     | 9   | 53.33%      | 24      | 27      | -3      |         |         |         |         |         |
| Monterrey · México        | 1.ª                 | A-2015              | 17   | 6    | 5    | 6    | 9.º  | 6  | 2    | 2    | 2    | -    | -  | -             | -             | -             | -             | -             | - | -     | 23    | 8     | 7     | 8   | 44.92%      | 18      | 7       | +11     |         |         |         |         |         |
| Monterrey · México        | 1.ª                 | C-2016              | 23   | 14   | 2    | 7    | 2.º  | 6  | 2    | 2    | 2    | -    | -  | -             | -             | -             | -             | -             | - | -     | 29    | 16    | 4     | 9   | 59.77%      | 32      | 29      | +3      |         |         |         |         |         |
| Monterrey · México        | 1.ª                 | A-2016              | 17   | 6    | 7    | 4    | 9.º  | -  | -    | -    | -    | -    | -  | -             | -             | -             | -             | -             | - | -     | 17    | 6     | 7     | 4   | 49.02%      | 9       | 11      | -2      |         |         |         |         |         |
| Monterrey · México        | 1.ª                 | C-2017              | 19   | 7    | 6    | 6    | 1/4  | -  | -    | -    | -    | 4    | 2  | 0             | 2             | FG            | -             | -             | - | -     | 23    | 9     | 6     | 8   | 47.83%      | 47      | 31      | +16     |         |         |         |         |         |
| Monterrey · México        | 1.ª                 | A-2017              | 23   | 15   | 5    | 3    | 2.º  | 8  | 5    | 3    | 0    | -    | -  | -             | -             | -             | -             | -             | - | -     | 31    | 20    | 8     | 3   | 73.12%      | 9       | 8       | +1      |         |         |         |         |         |
| Monterrey · México        | 1.ª                 | C-2018              | 19   | 8    | 6    | 5    | 1/4  | 5  | 4    | 1    | 0    | -    | -  | -             | -             | -             | -             | -             | - | -     | 24    | 12    | 7     | 5   | 59.72%      | 30      | 21      | +9      |         |         |         |         |         |
| Celta de Vigo · España    | 1.ª                 | 2018-19             | 12   | 3    | 5    | 4    | Inc. | 1  | 0    | 1    | 0    | -    | -  | -             | -             | -             | -             | -             | - | -     | 13    | 3     | 6     | 4   | 38.46%      | 23      | 21      | +2      |         |         |         |         |         |
| Celta de Vigo · España    | Total               | Total               | 12   | 3    | 5    | 4    | -    | 1  | 0    | 1    | 0    | -    | -  | -             | -             | -             | -             | -             | - | -     | 13    | 3     | 6     | 4   | 38.46%      | 23      | 21      | +2      |         |         |         |         |         |
| Huracán Argentina         | 1.ª                 | 2018-19             | 11   | 2    | 3    | 6    | 10.º | 2  | 0    | 2    | 0    | 5    | 0  | 1             | 4             | Inc.          | -             | -             | - | -     | 18    | 2     | 6     | 10  | 22.22%      | 11      | 25      | -14     |         |         |         |         |         |
| Huracán Argentina         | Total               | Total               | 99   | 43   | 22   | 34   | -    | 2  | 0    | 2    | 0    | 5    | 0  | 1             | 4             | -             | 6             | 2             | 4 | 2     | 112   | 45    | 27    | 40  | 48.22%      | 146     | 129     | +17     |         |         |         |         |         |
| Monterrey · México        | 1.ª                 | A-2019              | 12   | 7    | 4    | 1    | 1.º  | 10 | 7    | 2    | 1    | -    | -  | -             | -             | -             | 3             | 1             | 1 | 1     | 25    | 15    | 7     | 3   | 69.33%      | 50      | 25      | +25     |         |         |         |         |         |
| Monterrey · México        | 1.ª                 | C-2020              | 10   | 0    | 5    | 5    | Null | -  | -    | -    | -    | -    | -  | -             | -             | -             | -             | -             | - | -     | 10    | 0     | 5     | 5   | 16.67%      | 10      | 17      | -7      |         |         |         |         |         |
| Monterrey · México        | 1.ª                 | A-2020              | 18   | 8    | 6    | 4    | 1/8  | -  | -    | -    | -    | -    | -  | -             | -             | -             | -             | -             | - | -     | 18    | 8     | 6     | 4   | 55.55%      | 28      | 23      | +5      |         |         |         |         |         |
| Monterrey · México        | Total               | Total               | 175  | 78   | 49   | 48   | -    | 43 | 25   | 11   | 7    | 4    | 2  | 0             | 2             | -             | 3             | 1             | 1 | 1     | 225   | 106   | 61    | 58  | 56.15%      | 393     | 282     | +111    |         |         |         |         |         |
| Atlético Mineiro · Brasil | 1.ª                 | 2022                | 18   | 8    | 8    | 2    | Inc. | 18 | 13   | 1    | 2    | 8    | 4  | 3             | 1             | Inc.          | 1             | 0             | 1 | 0     | 45    | 27    | 13    | 5   | 69.63%      | 77      | 36      | +41     |         |         |         |         |         |
| Atlético Mineiro · Brasil | Total               | Total               | 18   | 8    | 8    | 2    | -    | 18 | 13   | 1    | 2    | 8    | 4  | 3             | 1             | -             | 1             | 0             | 1 | 0     | 45    | 27    | 13    | 5   | 69.63%      | 77      | 36      | +41     |         |         |         |         |         |
| Pumas UNAM · México       | 1.ª                 | C-2023              | 4    | 2    | 1    | 1    | 14.º | -  | -    | -    | -    | -    | -  | -             | -             | -             | -             | -             | - | -     | 4     | 2     | 1     | 1   | 58.33%      | 8       | 7       | +1      |         |         |         |         |         |
| Pumas UNAM · México       | 1.ª                 | A-2023              | 20   | 9    | 5    | 6    | 1/2  | -  | -    | -    | -    | 3    | 1  | 1             | 1             | 1/16          | -             | -             | - | -     | 23    | 10    | 6     | 7   | 52.18%      | 36      | 23      | +13     |         |         |         |         |         |
| Pumas UNAM · México       | Total               | Total               | 24   | 11   | 6    | 7    | -    | -  | -    | -    | -    | 3    | 1  | 1             | 1             | -             | -             | -             | - | -     | 27    | 12    | 7     | 8   | 53.08%      | 44      | 30      | +14     |         |         |         |         |         |
| Toluca · México           | 1.ª                 | C-2025              | 23   | 14   | 6    | 3    | 1.º  | -  | -    | -    | -    | -    | -  | -             | -             | -             | -             | -             | - | -     | 23    | 14    | 6     | 3   | 69.57%      | 51      | 27      | +24     |         |         |         |         |         |
| Toluca · México           | 1.ª                 | A-2025              | 5    | 3    | 1    | 1    | -    | -  | -    | -    | -    | 3    | 2  | 1             | 0             | -             | 1             | 1             | 0 | 0     | 9     | 6     | 2     | 1   | 74.08%      | 22      | 13      | +9      |         |         |         |         |         |
| Toluca · México           | Total               | Total               | 28   | 17   | 7    | 4    | -    | -  | -    | -    | -    | 3    | 2  | 1             | 0             | -             | 1             | 1             | 0 | 0     | 32    | 20    | 8     | 4   | 70.83%      | 73      | 40      | +33     |         |         |         |         |         |
| Total en su carrera       | Total en su carrera | Total en su carrera | 676  | 285  | 200  | 191  | -    | 70 | 43   | 17   | 10   | 54   | 24 | 15            | 15            | -             | 14            | 5             | 5 | 4     | 814   | 357   | 237   | 220 | 53.57%      | 1285    | 984     | +301    |         |         |         |         |         |
| 1. 2. 3. 4.               |                     |                     |      |      |      |      |      |    |      |      |      |      |    |               |               |               |               |               |   |       |       |       |       |     |             |         |         |         |         |         |         |         |         |

#### Resumen estadístico
| Competición                      | Partidos | Ganados | Empatados | Perdidos | %      | Resultado              |
| -------------------------------- | -------- | ------- | --------- | -------- | ------ | ---------------------- |
| Liga de Ascenso de México        | 59       | 26      | 17        | 16       | 53.67% | Semifinales            |
| Primera División de México       | 364      | 164     | 102       | 98       | 54.39% | Campeón                |
| Copa México                      | 50       | 28      | 14        | 8        | 65.33% | Campeón                |
| Campeón de Campeones             | 1        | 1       | 0         | 0        | 100%   | Campeón                |
| Primera B Nacional               | 88       | 41      | 18        | 29       | 53.41% | Campeón                |
| Primera División de Argentina    | 141      | 46      | 51        | 44       | 44.68% | 3.er lugar             |
| Copa de la Superliga Argentina   | 2        | 0       | 2         | 0        | 33.33% | Primera fase           |
| Primera División de España       | 12       | 3       | 5         | 4        | 38.89% | 11.º lugar             |
| Copa del Rey                     | 1        | 0       | 1         | 0        | 33.33% | Dieciseisavos de final |
| Brasileirão                      | 18       | 8       | 8         | 2        | 59.25% | 3.er lugar             |
| Campeonato Mineiro               | 14       | 12      | 1         | 1        | 88.09% | Campeón                |
| Copa de Brasil                   | 4        | 3       | 0         | 1        | 75%    | Octavos de final       |
| Supercopa de Brasil              | 1        | 0       | 1         | 0        | 33.33% | Campeón                |
| Copa Libertadores                | 33       | 13      | 10        | 10       | 49.49% | Cuartos de final       |
| Copa Sudamericana                | 7        | 3       | 2         | 2        | 52.38% | Campeón                |
| Liga de Campeones de la Concacaf | 8        | 5       | 1         | 2        | 66.67% | Fase de grupos         |
| Leagues Cup                      | 6        | 3       | 2         | 1        | 61.11% | Dieciseisavos de final |
| Suruga Bank                      | 1        | 0       | 1         | 0        | 33.33% | Subcampeón             |
| Recopa Sudamericana              | 2        | 1       | 0         | 1        | 50%    | Subcampeón             |
| Mundial de Clubes de la FIFA     | 3        | 1       | 1         | 1        | 44.44% | 3.er lugar             |
| TOTAL                            | 814      | 357     | 237       | 220      | 53.57% | 10 Títulos             |

## Palmarés

### Jugador

#### Títulos nacionales
| Título             | Equipo  | País      | Año  |
| ------------------ | ------- | --------- | ---- |
| Primera B Nacional | Huracán | Argentina | 1990 |

#### Títulos internacionales
| Título                   | Equipo              | Sede         | Año  |
| ------------------------ | ------------------- | ------------ | ---- |
| Copa América             | Selección Argentina | Chile        | 1991 |
| Copa Máster de Supercopa | Boca Juniors        | Buenos Aires | 1992 |

### Entrenador

#### Campeonatos regionales
| Título             | Equipo           | Estado       | Año  |
| ------------------ | ---------------- | ------------ | ---- |
| Campeonato Mineiro | Atlético Mineiro | Minas Gerais | 2022 |

#### Campeonatos nacionales
| Título               | Equipo           | País   | Año  |
| -------------------- | ---------------- | ------ | ---- |
| Liga MX              | Tijuana          | México | 2012 |
| Liga MX              | América          | México | 2014 |
| Copa MX              | Monterrey        | México | 2017 |
| Liga MX              | Monterrey        | México | 2019 |
| Copa MX              | Monterrey        | México | 2020 |
| Supercopa de Brasil  | Atlético Mineiro | Brasil | 2022 |
| Liga MX              | Toluca           | México | 2025 |
| Campeón de Campeones | Toluca           | México | 2025 |

#### Campeonatos internacionales
| Título            | Equipo        | Sede       | Año  |
| ----------------- | ------------- | ---------- | ---- |
| Copa Sudamericana | Independiente | Avellaneda | 2010 |

#### Otros logros
| Logro                      | Equipo  | País      | Año     |
| -------------------------- | ------- | --------- | ------- |
| Ascenso a Primera División | Huracán | Argentina | 2006-07 |

## Vida personal
Mohamed tiene ascendencia libanesa, siria y croata. Su apodo, «El Turco», sigue la costumbre en muchos países latinoamericanos de usar ese apodo para las personas de ascendencia árabe, cuyos antepasados llegaron del Imperio otomano.
En junio de 2006, durante la Copa del Mundo en Alemania, su hijo Farid, de 9 años, murió en un accidente automovilístico, en el cual «El Turco» quedó gravemente herido y estuvo a punto de perder una pierna.
Su otro hijo, Shayr, también es un exfutbolista. Se retiró en Arsenal Fútbol Club de la Segunda División de Argentina, con apenas 22 años de edad luego de quedar sin equipo. Es auxiliar técnico de su padre actualmente. 